# Munke Bjergby Sogn
Munke Bjergby Sogn er et sogn i Ringsted-Sorø Provsti (Roskilde Stift).
I 1800-tallet var Bromme Sogn anneks til Munke Bjergby Sogn, som det havde været siden 1574. Begge sogne hørte til Alsted Herred i Sorø Amt. Munke Bjergby-Bromme sognekommune blev senere delt, så hvert sogn blev en selvstændig sognekommune. Ved kommunalreformen i 1970 blev Bromme indlemmet i Sorø Kommune, og Munke Bjergby blev indlemmet i Stenlille Kommune, der ved strukturreformen i 2007 også indgik i Sorø Kommune. I Munke Bjergby Sogn ligger Munke Bjergby Kirke. 
Munke Bjergbys navn stammer fra den danske middelalder. I 1170 døde Esbern Snarres første hustru Hummelfred. Esbern Snare var på dette tidspunkt en af rigets mægtigste mænd med jordbesiddelser over det meste af Vestsjælland. Da Hummelfred døde, skænkede han i den anledning et par af sine bedste gårde, samt to landsbyer, Bromme og Bjergby, til Sorø Kloster, som sjælegave for hendes død. Byens navn afspejler således byens historiske tilknytning til klosteret i Sorø.[kilde mangler]
I sognet findes følgende autoriserede stednavne:
- Buskehuse (bebyggelse)
- Dybendal (bebyggelse)
- Døjringe (bebyggelse, ejerlav)
- Døjringe Huse (bebyggelse)
- Holtebanke (bebyggelse)
- Krogen (bebyggelse)
- Kvækholm (bebyggelse)
- Lillevang (bebyggelse)
- Munke Bjergby (bebyggelse, ejerlav)
- Rude-Eskilstrup (bebyggelse, ejerlav)
- Stenbæksholm (bebyggelse)
- Stokkehuse (bebyggelse)
- Tiendevad (bebyggelse)
- Torremark (bebyggelse)
- Vedde (bebyggelse, ejerlav)
- Østermark (bebyggelse)